# Tôn Thất Đính (võ tướng)
Tôn Thất Đính (chữ Hán: 尊室訂; 15 tháng 7 năm 1812 – 5 tháng 7 năm 1893) là một võ quan đề đốc nhà Nguyễn dưới thời vua Tự Đức. Ông thuộc dòng tông thất nhà Nguyễn, hậu duệ của Quốc Uy công Nguyễn Phúc Thuần.
Tôn Thất Đính là Đề đốc Hải Dương. Ông được phép về quê vào năm 1864 do sức khỏe kém, tuy nhiên, sau khi hồi phục, ông không còn được đảm nhận chức vụ này nữa do thị lực kém. Con trai ông Tôn Thất Thuyết nối gót cha trở thành quan đầu triều, rồi nhiếp chính sau khi vua Tự Đức băng hà.
Sau khi Tôn Thất Thuyết phát động phong trào Cần Vương ủng hộ ông vua trẻ Hàm Nghi thành người đứng đầu một Việt Nam độc lập, thực dân Pháp đã tìm cách bắt con trai ông nhận án. Tuy nhiên, Tôn Thất Thuyết vẫn tiếp tục chiến đấu chống Pháp. Tôn Thất Đính và con cháu ông bị trục xuất khỏi hoàng tộc. Ông không được phép sử dụng họ Tôn Thất, và buộc phải đổi họ thành Lê Đính. Ông bị đày ra nhà tù Côn Đảo cùng các quan Nguyễn Văn Tường và Phạm Thận Duật, sau đó, họ bị trục xuất đến đảo Tahiti ở Thái Bình Dương. Khi đang đi trên biển, Phạm Thận Duật mất, Pháp khi đó đã thả thi hài ông xuống biển.
Tôn Thất Đính được phép hồi hương về Việt Nam năm 1886. Ông cũng mang thi hài Nguyễn Văn Tường về Huế. Ông mất ngày 5 tháng 7 năm 1893.

## Gia quyến
Ông có 11 người con, gồm 6 trai và 5 gái.
- Con trai trưởng Tôn Thất Dụ, mất sớm.
- Tôn Nữ Thị Sắc
- Tôn Thất Thuyết
- Tôn Thất Hàm
- Tôn Nữ Thị Cẩm
- Tôn Thất Liệt
- Tôn Thất Chiếu, mất sớm
- Tôn Nữ Thị Quyến
- Tôn Thất Chí
- Tôn Nữ Thị Chị
- Tôn Nữ Thị Em